# Verena Flori

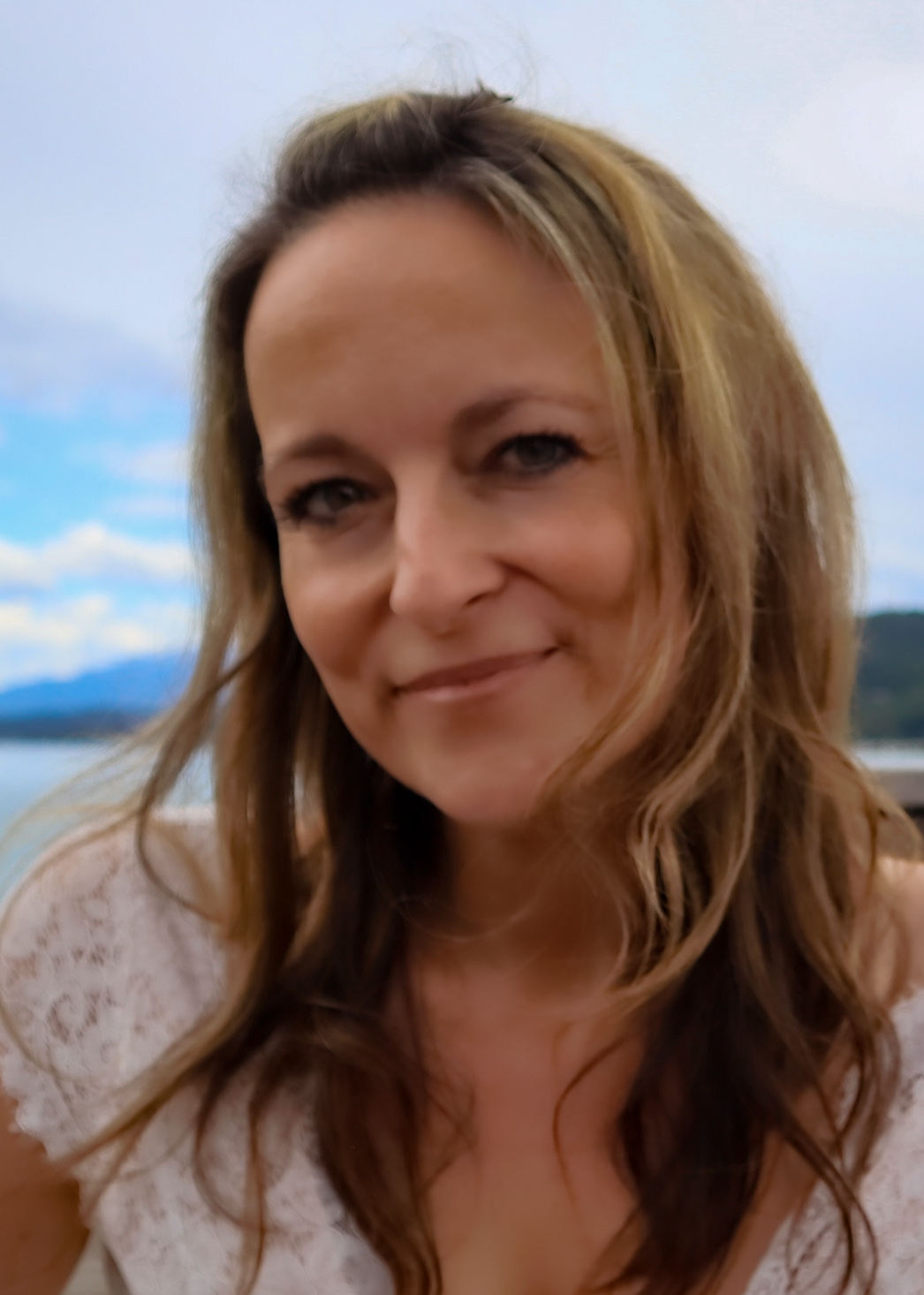
Verena Flori (2022)

Verena Flori (* 27. Juni 1978 in Leoben, Steiermark) ist eine österreichische Autorin und Seminarleiterin.

## Leben
Verena Flori ist in Murau (Steiermark) aufgewachsen. Nach einer Reihe von Schicksalsschlägen begann sie, ihre Gefühle und Gedanken in Form von Gedichten niederzuschreiben. Ihre Gedichtbände in Zusammenarbeit mit der Illustratorin Conny Wolf erschienen im Verlag Oups (später Verlag Ennsthaler) und wurden vom Verlag Panamericana Pub Llc ins Spanische übersetzt.
Sie hält Seminare in den Bereichen „energetische Medizin“, Persönlichkeitsentwicklung, weibliche Bewusstwerdung und weibliche Spiritualität. Ihr besonderes Interesse gilt der Arbeit mit Frauen. In ihren Seminaren rund um die Themen Weiblichkeit, Female Empowerment, Selbstliebe, spirituelle Gebärmutterheilung, bewusste Partnerschaft und erfüllte Sexualität lernen Frauen, wieder den Zugang zu ihrem weiblichen Wesenskern zu finden.
Mit ihrem Weiblichkeitsratgeber Wenn die Göttin erwacht möchte sie das alte Wissen über die Urkraft der Frau wieder wachrufen, damit unsere Welt zum natürlichen Mensch-Sein zurückfindet.

## Werke
- Verena Flori (Text), Conny Wolf (Illustrationen): Du hörst mich in der Stille. Gedichtband, Oups, Ried im Innkreis 2006, ISBN 978-3-900244-39-2; Verlag Ennsthaler, Steyr 2010, ISBN 978-3-85068-905-2
  - Spanisch als: Tu me escuchas en el silencio. Poemas de ángeles. Verlag Panamericana Pub Llc, Bogotá, Colombia 2008, ISBN 978-958-30-2860-1
- Verena Flori (Text), Conny Wolf (Illustrationen): Der Himmel in mir. Gedichtband, Verlag Oups, Ried im Innkreis 2008, ISBN 978-3-900244-65-1; Ennsthaler, Steyr 2010, ISBN 978-3-85068-904-5
  - Spanisch als: El cielo en mi. Verlag Panamericana Pub Llc, 2009, ISBN 978-958-30-3141-0
- Verena Flori (Text), Conny Wolf (Illustrationen): Hallo Engel! Engelgedichte und Engelgebete für Kinder. Kinderbuch, Oups, Ried im Innkreis 2008, ISBN 978-3-900244-72-9; Verlag Ennsthaler, Steyr 2011, ISBN 978-3-85068-908-3
  - Spanisch als: Hola angel: Oraciones Y Poemas Para Ninos. Verlag Panamericana Pub Llc, 2009, ISBN 978-958-30-3140-3
- Verena Flori (Text), Conny Wolf (Illustrationen): Hallo Engel! Engelkarten mit Gedichten, Gebeten und fröhlichen Engelbildern. Karten, Verlag Ennsthaler, Steyr 2010, ISBN 978-3-85068-910-6
- Verena Flori (Text): Wenn die Göttin erwacht. Ratgeber, Verlag Neue Erde, Saarbrücken 2023, ISBN 978-3-89060-836-5